# Lomographa bimaculata
Lomographa bimaculata là một loài bướm đêm trong họ Geometridae.

## Hình ảnh

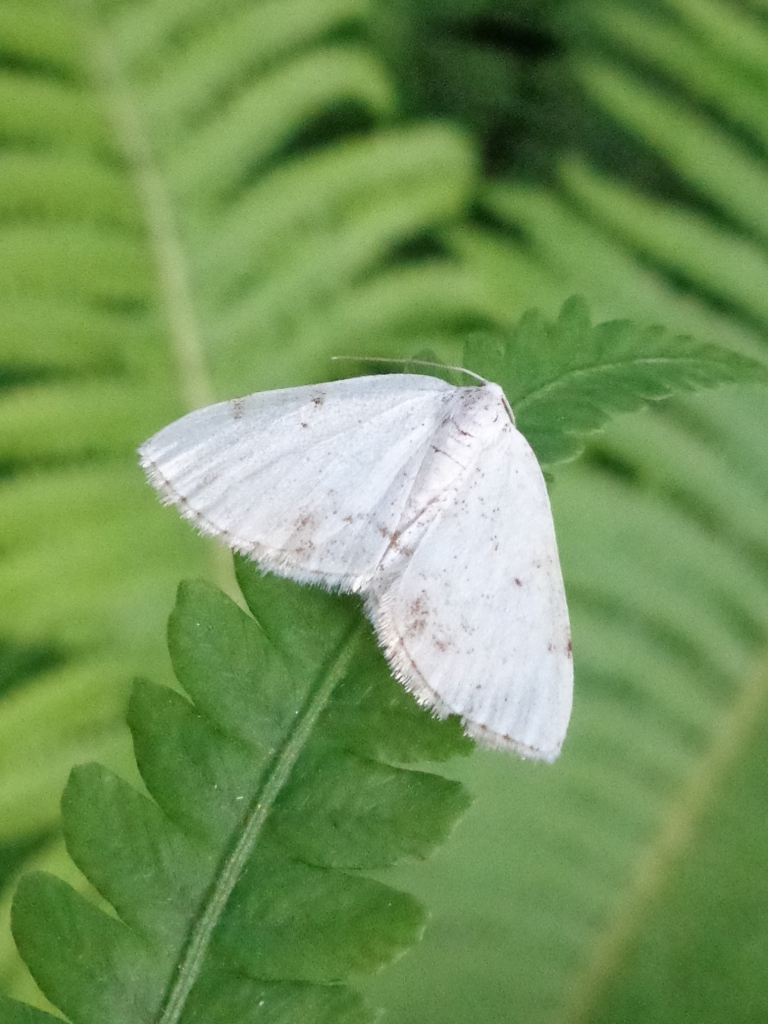
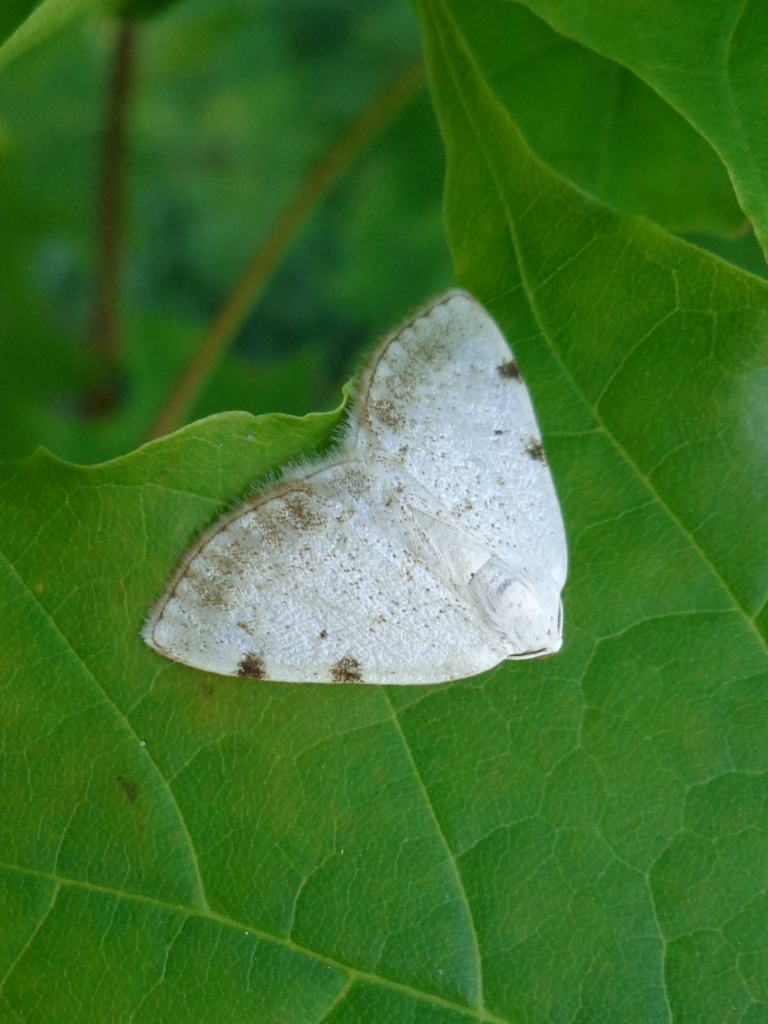
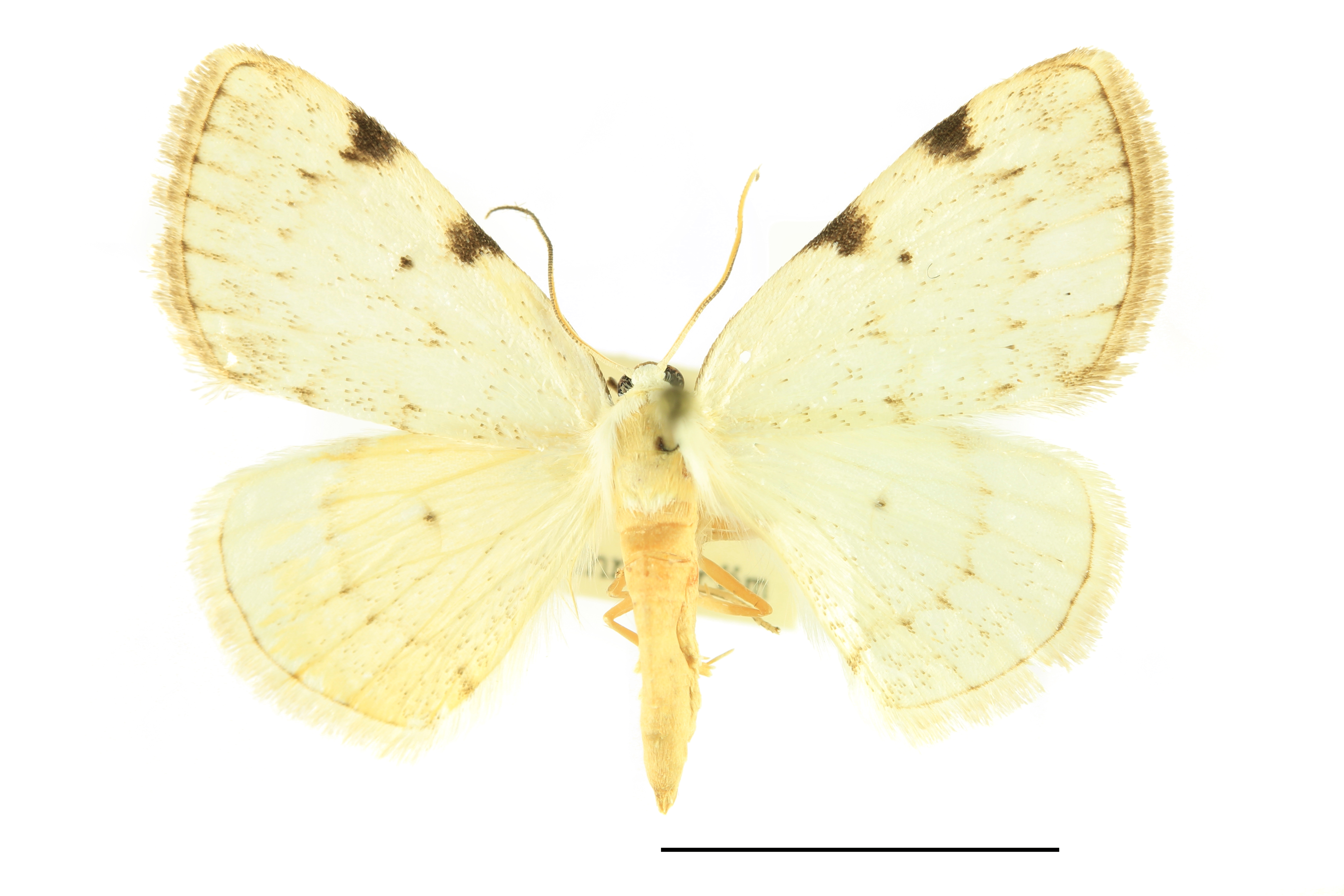
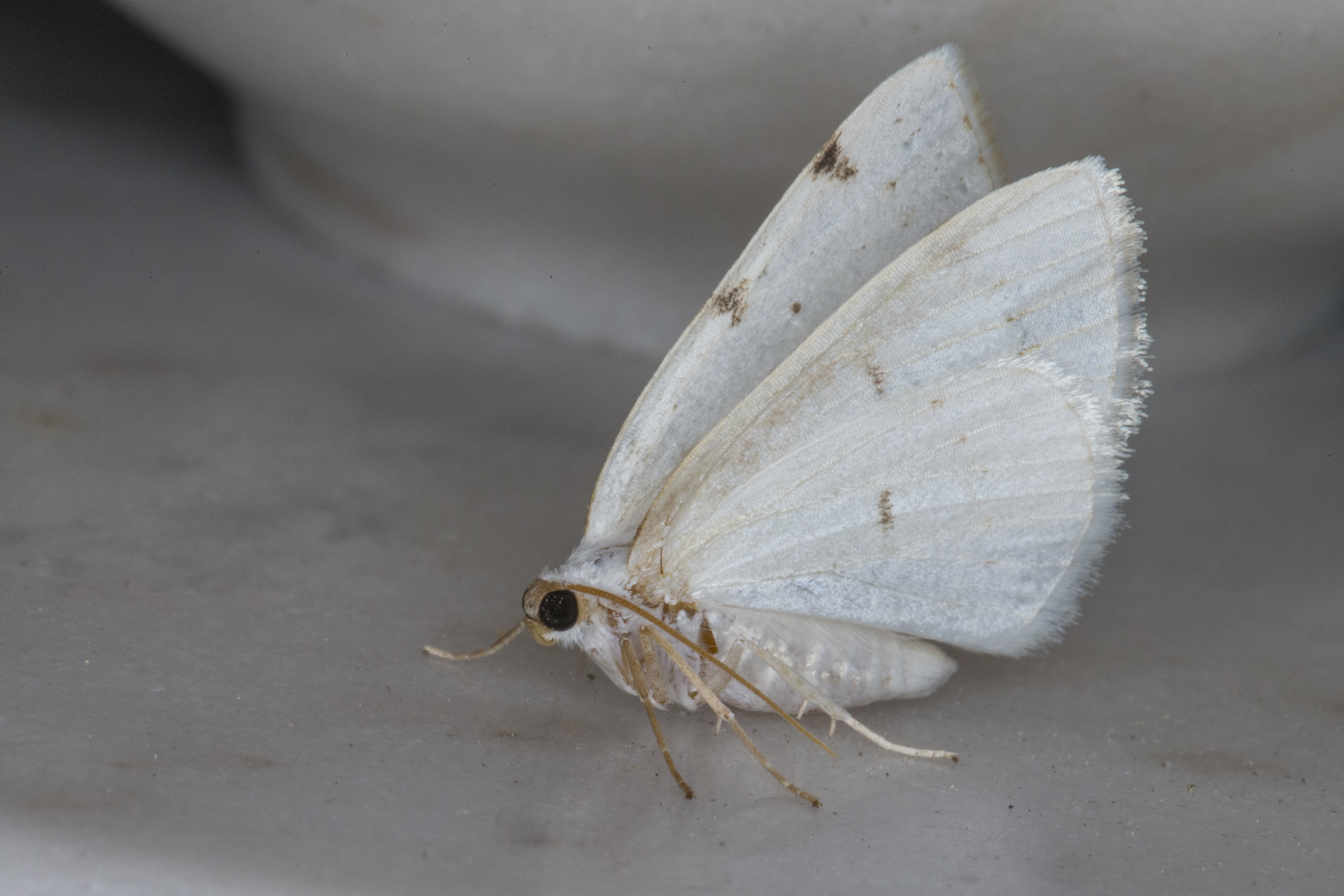